# Kota Lama (Rengat Barat)
Kota Lama is een bestuurslaag in het regentschap Indragiri Hulu van de provincie Riau, Indonesië. Kota Lama telt 2656 inwoners (volkstelling 2010).